# Mujer joven en un río
Mujer joven en un río es una pintura aguada de pigmentos opacos, realizada a finales del siglo XIX por la pintora francesa Marguerite Marie Benoit, que se encuentra en la colección del Museo del Prado en Madrid, España.

## Historia
Mujer joven en un río es una obra realizada en las últimas décadas del siglo XIX por Marie Marguerite Benoit. Se trata de una miniatura realizada en esta época, finales del XIX en que el retrato era un género muy utilizado en las miniaturas junto a otras temáticas. Se reivindican retratos como género que presentaba un motivo que asumía la fotografía. Un grupo de pintoras en Francia, entre las que estaba Benoit, trabajaron para modificar los desarrollos de las miniaturas para congeniar con la contemporaneidad de la fotografía y las nuevas técnicas que afloran en esos años. El objetivo de devolver a la miniatura el reconocimiento que tuvo en décadas pasadas fue una de las metas del grupo.
El cuadro está en el Museo del Prado y se encuentra recogido en el libro de Carmen Espinosa, "Las miniaturas en el Museo Nacional del Prado. Catálogo razonado" publicado en 2011 por el museo de Madrid. La pintura representa a una mujer joven con un vestido blanco y uno de los senos descubierto, bañándose en un río con el agua hasta la cintura; la mujer está recogiéndose el pelo en la cabeza. Una escena pintada con evidentes connotaciones neoclásicas: el vestido griego que viste la protagonista así como el recogido del pelo. Un neoclasicismo rodeado del ambiente romántico en la pose en el río, influenciado por el romanticismo del momento en el que se pinta la obra.
Está fechado en el último cuarto del siglo XIX, se ubica en la Sala A del Museo del Prado y tiene un tamaño de 145 x 110 mm. Con marco la altura es de 190 mm y el ancho es de 155 mm, el fondo del marco es de 12 mm. El museo lo adquirió en 1980 procedente de la colección privada del cirujano Arturo Perera y Prats, colección que el museo compró a los herederos.
Formó parte de la exposición temporaria "Invitadas. Fragmentos sobre mujeres, ideología y artes plásticas en España (1833-1931)" en 2020 y 2021.